# HCM-6A
HCM-6A je LAE galaksija koju je 2002. godine otkrila skupina znanstvenika koju je predvodila Esther Hu sa Sveučilišta na Havajima, koristeći teleskop Keck II na Havajima. HCM-6A se nalazi iza galaktičkog skupa Abell 370, u blizini M77 u zviježđu Kita, što je astronomima omogućilo da koriste Abell 370 kao gravitacijsku leću kako bi dobili jasniju sliku predmeta.
HCM-6A je bio najudaljeniji objekt poznat u vrijeme svog otkrića. Premašio je SSA22 − HCM1 (z = 5,74) kao najudaljeniju poznatu galaksiju, te kvazar SDSSp J103027.10 + 052455,0 (z = 6,28) kao najudaljeniji poznati objekt. Godine 2003. otkriven je SDF J132418.3 + 271455 ( z = 6.578) i preuzeo je naslov najudaljenijeg poznatog objekta, najudaljenije poznate galaksije i najudaljenije poznate normalne galaksije. 